# کازوتوشی واداکورا
کازوتوشی واداکورا (انگلیسی: Kazutoshi Wadakura؛ زادهٔ 1959) تهیه‌کننده فیلم است.